# Unterlembach
Unterlembach ist eine Ortschaft und eine Katastralgemeinde der Marktgemeinde Großdietmanns im Bezirk Gmünd in Niederösterreich mit 167 Einwohnern (Stand 1. Jänner 2024).

## Geografie
Der vom Lembach durchflossene Ort befindet sich links der Lainsitz zwischen Eichberg und Ober-Lembach. Zum Ort zählt auch die heute nicht mehr bestehende Wasserburg Wasen, an die noch der Schlösslteich erinnert.
Am 1. April 2020 umfasste die Ortschaft 81 Adressen.

## Geschichte
Die erste Nennung des Ortsnamens erfolgte im Jahr 1341 und die Unterscheidung in Ober-, Mitter- und Unterlembach tauchte erstmals im Jahre 1387 auf. Jedoch bestand hier bereits um 1200 eine Wasserburg, die Wasen genannt wurde und die Grenze nach Böhmen absicherte. Nachdem die Burg bereits im 15. Jahrhundert zerstört worden war, zog Kaiser Rudolf II. das nach seiner Wiedererrichtung schwer verschuldete Lehen im Jahr 1598 ein und verkaufte es an die Herrschaft Weitra, die es einverleibte und die baulichen Anlagen verfallen ließ.
Im Jahr 1822 wurde der Ort als Dorf mit 49 Häusern genannt, das nach Unserfrau eingepfarrt war, wohin auch die Kinder eingeschult wurden. Die Herrschaft Weitra besaß die Ortsobrigkeit, übte die Landgerichtsbarkeit aus und besorgte die Konskription. Die Untertanen und Grundholde des Ortes gehörten den Herrschaften Weitra und Zwettl.
1850 konstituierten sich die Orte Ober-, Mitter- und Unterlembach zur Gemeinde Lembach und 1921 bildeten die Orte Mitterlembach und Unterlembach (zusammen mit Wasen) eine eigene Gemeinde. Laut Adressbuch von Österreich waren im Jahr 1938 in der Ortsgemeinde Unterlembach zwei Gastwirte, zwei Schneider, ein Schuster und einige Landwirte ansässig. Im Rahmen der Niederösterreichischen Kommunalstrukturverbesserung trat im Jahr 1971 die damalige Ortsgemeinde Unterlembach zusammen mit Höhenberg der Gemeinde Großdietmanns bei.

## Siedlungsentwicklung
Zum Jahreswechsel 1979/1980 befanden sich in der Katastralgemeinde Unterlembach insgesamt 63 Bauflächen mit 27.631 m² und 23 Gärten auf 9.540 m², 1989/1990 waren es 64 Bauflächen. 1999/2000 war die Zahl der Bauflächen auf 226 angewachsen und 2009/2010 waren es 140 Gebäude auf 221 Bauflächen.

## Landwirtschaft
Die Katastralgemeinde ist landwirtschaftlich geprägt. 416 Hektar wurden zum Jahreswechsel 1979/1980 landwirtschaftlich genutzt und 188 Hektar waren forstwirtschaftlich geführte Waldflächen. 1999/2000 wurde auf 391 Hektar Landwirtschaft betrieben und 203 Hektar waren als forstwirtschaftlich genutzte Flächen ausgewiesen. Ende 2018 waren 386 Hektar als landwirtschaftliche Flächen genutzt und Forstwirtschaft wurde auf 201 Hektar betrieben. Die durchschnittliche Bodenklimazahl von Unterlembach beträgt 24,3 (Stand 2010).